# Edward Skowroński

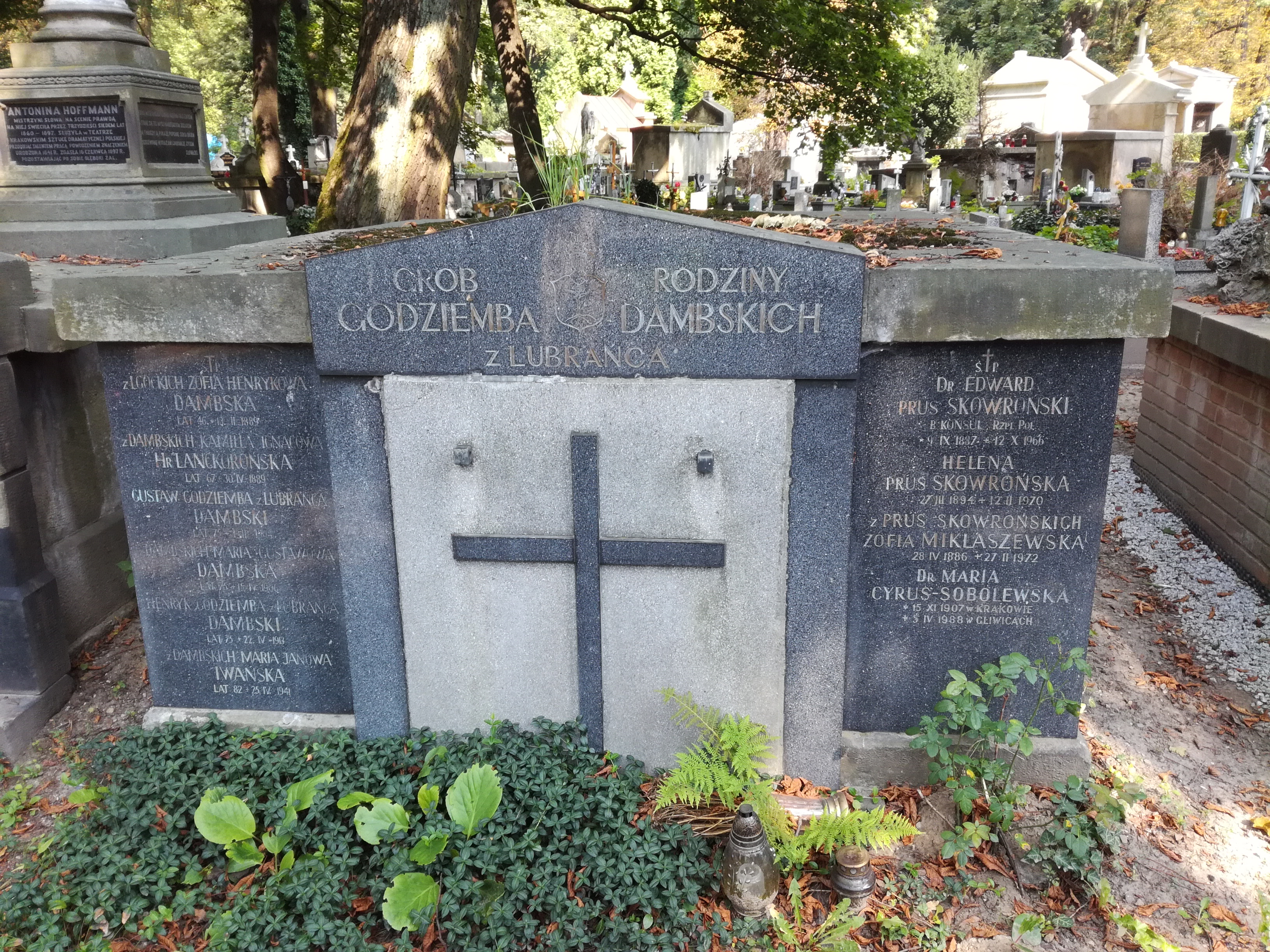
Grób Edwarda Skowrońskiego na cmentarzu Rakowickim

Edward Skowroński (ur. 9 września 1887 w Tarnowie, zm. 12 października 1966 w Krakowie) – polski prawnik, urzędnik konsularny.

## Życiorys
Studiował na Uniwersytecie Jagiellońskim.
Po odbyciu obowiązkowej służby wojskowej w cesarskiej i królewskiej Armii, w charakterze jednorocznego ochotnika został mianowany na stopień kadeta rezerwy ze starszeństwem z 1 stycznia 1908 i przydzielony w rezerwie do 11 Dywizjonu Artylerii Konnej we Lwowie. Na stopień podporucznika rezerwy został mianowany ze starszeństwem z 1 stycznia 1910 w korpusie oficerów artylerii polowej i górskiej. W szeregach macierzystego dywizjonu wziął udział w mobilizacji sił zbrojnych Monarchii Austro-Węgierskiej, wprowadzonej w związku z wojną na Bałkanach (1912–1913), a później walczył na frontach I wojny światowej. Na stopień porucznika został awansowany ze starszeństwem z 1 lutego 1916. W 1916 jego oddział został przemianowany na Dywizjon Artylerii Konnej Nr 4, a dwa lata później na Pułk Artylerii Polowej Nr 4 K.
7 listopada 1918 służył w 3 Batalionie Strzelców Sanockich. 20 grudnia 1918 został reklamowany z Wojska Polskiego. Od 20 lipca 1920 oficer w Dowództwie Frontu Północnego, a od 15 sierpnia tego roku szef Oddziału I Sztabu 2 Dywizji Jazdy. 1 września 1920 został przeniesiony do 108 pułku ułanów na stanowisko dowódcy plutonu karabinów maszynowych. Od 1 listopada 1920 dowodził w tym pułku szwadronem karabinów maszynowych i dywizjonem. Od 15 lutego do 20 kwietnia 1921 pełnił funkcję adiutanta pułku, a od 22 kwietnia tego roku ponownie dowodził szwadronem karabinów maszynowych. 1 czerwca 1921 w dalszym ciągu pełnił służbę w macierzystym oddziale, który został przemianowany na 20 pułku ułanów.
Pełnił służbę w polskiej służbie konsularnej, m.in. wicekonsula RP w Elblągu (1922-1923), kierownika Delegacji RP w Harbinie (1930-1931).
W 1934 pozostawał w ewidencji Powiatowej Komendy Uzupełnień Warszawa Miasto III. Posiadał przydział do Oficerskiej Kadry Okręgowej Nr I. Był wówczas w grupie oficerów rezerwy „powyżej 40 roku życia”.
W 1945 był komisarzem Muszyny. 
Pochowany na cmentarzu Rakowickim w Krakowie (kwatera T).

## Ordery i odznaczenia
- Krzyż Zasługi Wojskowej 3 klasy z dekoracją wojenną i mieczami[1]
- Krzyż Wojskowy Karola[1]
- Krzyż Pamiątkowy Mobilizacji 1912–1913[4]